# Ратчинська сільська рада (Шарлицький район)
Ра́тчинська сільська рада (рос. Ратчинский сельский совет) — сільське поселення у складі Шарлицького району Оренбурзької області Росії.
Адміністративний центр — село Ратчино.

## Населення
Населення — 601 особа (2019; 733 в 2010, 948 у 2002).

## Склад
До складу сільської ради входять:
| Населений пункт      | Населення, осіб (2002) | Населення, осіб (2010) |
| -------------------- | ---------------------- | ---------------------- |
| Єкатериновка, селище | 2                      | 4                      |
| Ратчино, село        | 946                    | 729                    |